# Pako (игра)
Pako: Car Chase Simulator (pako в переводе с фин. — «побег») — компьютерная гоночная игра, разработанная финской студией Tree Men Games. Первая игра в серии Pako. Игра вышла в 2014 году на Android и iOS, а в 2017 году на Windows и macOS.
В 2017 году вышел сиквел игры, Pako 2.

## Игровой процесс
Pako — гоночная игра с изометрической графикой, в которой игрок на автомобиле пытается оторваться от погони полицейских. Автомобиль игрока с самого начала уровня мчится на максимальной скорости, у игрока нет возможности притормозить; всё, что он может делать — поворачивать автомобиль вправо и влево. Игра заканчивается, когда игрок врезается в любое препятствие, или когда его догоняет полицейский. Чем дольше игрок удерживается в игре, тем больше полицейских гонятся за его автомобилем. Средняя партия в Pako занимает меньше минуты. В игре есть пять уровней, на которых игрок управляет разными автомобилями и уворачивается от разных видов препятствий.

## Критика
Pako получила положительные отзывы критиков, средний балл игры на Metacritic для платформы iOS составляет 80 из 100 на основе 8 рецензий. Эрик Форд из TouchArcade поставил игре 4 звезды из 5, написав: «сложно не рекомендовать Pako. В неё легко научиться играть, она достаточно разнообразна …, в ней адекватная таблица лидеров, и этого оказывается как раз достаточно для того, чтобы вам хотелось возвращаться в неё». Гарри Слейтер из Pocker Gamer оценил игру в 3,5 баллов из 5, описав её как «это суровый, весёлый, слегка глуповатый опыт».

## Продолжение
Продолжение игры, Pako 2, вышла 16 ноября 2017 года для macOS и Windows и 31 января 2018 года для Android и iOS.